# Keith Lowe (Schriftsteller)

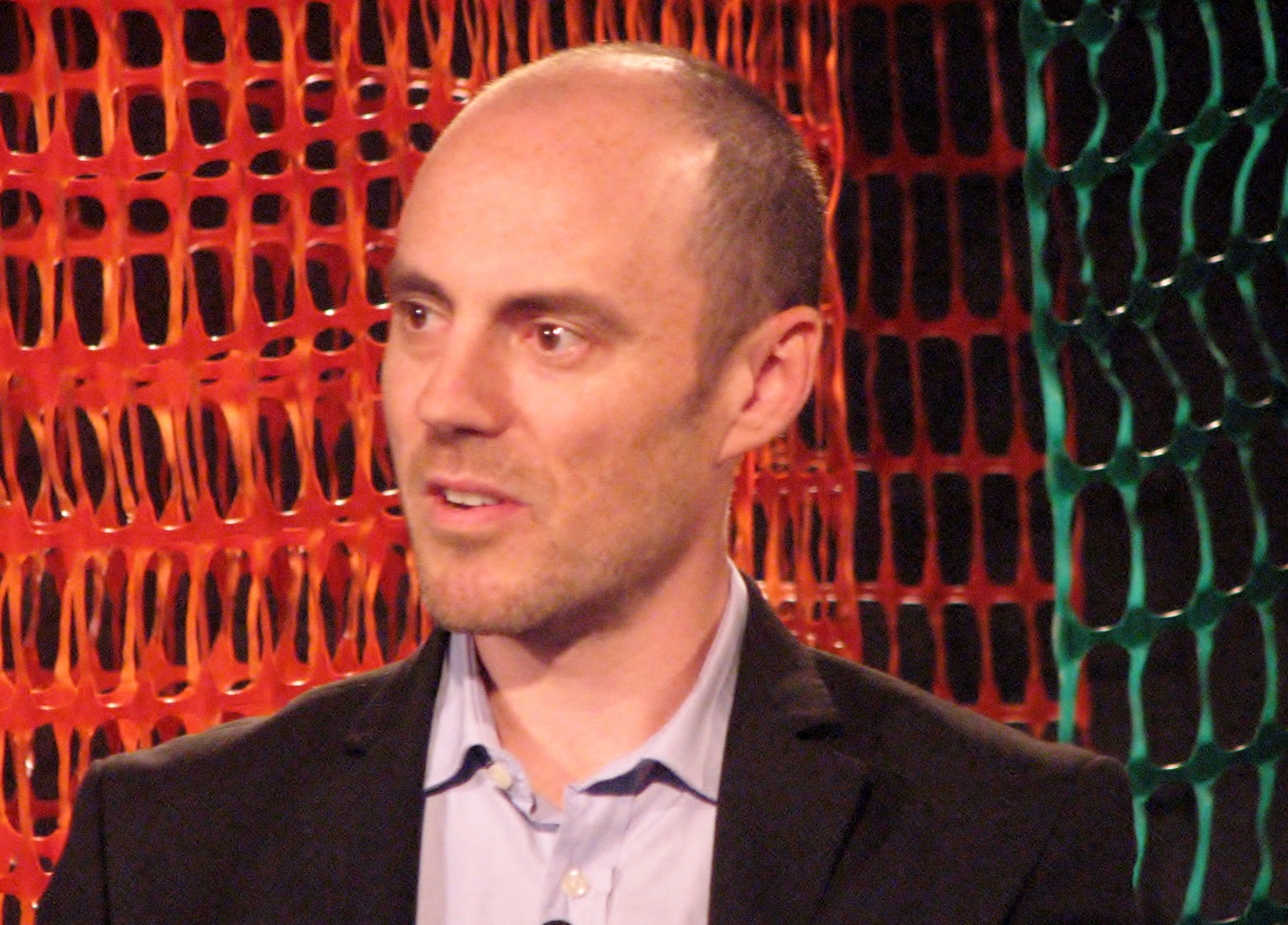
Keith Lowe, 2013

Keith Lowe (* 1970 in London) ist ein britischer Autor und Historiker.

## Leben
Lowe wuchs in Hampstead (London) auf und studierte englische Literatur an der University of Manchester. Er arbeitete 12 Jahre als Redakteur im Bereich Geschichte beim britischen Verlag Cassell. 2010 gab er diesen Beruf auf und wurde Vollzeitschriftsteller. Seine Bücher wurden ins Deutsche, Schwedische, Japanische, Serbische, Französische, Italienische, Spanische, Polnische, Griechische, Portugiesische, Estnische, Norwegische, Russische und Slowenische übersetzt.
Sein erster Roman, Tunnel Vision (2001), erzählt von einem Mann, der dazu herausgefordert wird, jede Station der Londoner U-Bahn in einem einzigen Tag zu besuchen, und war auf der Shortlist des Author’s Club First Novel Award. Sein zweiter Roman, New Free Chocolate Sex (2005) handelt von der rücksichtslosen Welt der Schokoladenvermarktung. Im Roman wird die feindselige Beziehung zwischen dem Vorstand einer Schokoladenfirma und einem Journalisten beschrieben, die ein Wochenende lang miteinander in einer Schokoladenfabrik eingeschlossen werden.
Lowe hat zwei Geschichtsbücher über den Zweiten Weltkrieg und seine Nachwirkungen geschrieben. Inferno (2007) beschreibt die Operation Gomorrha, die Bombardierung Hamburgs mit Brandbomben durch die britischen und amerikanischen Streitkräfte 1943, welche die Stadt zerstörten und ca. 40.000 zivile Opfer forderten. Sein neuestes Buch, Savage Continent (2012), ist eine geschichtliche Darstellung Europas in Folge des Zweiten Weltkrieges, insbesondere der Gesetzlosigkeit, des Chaos und der ungezügelten Gewalt, die den Kontinent von 1944 bis 1949 ergriff. In diesem Buch schreibt Lowe, dass der Krieg nach dem offiziellen Waffenstillstand 1945 nicht sauber endete, sondern dass er in verschiedenster Gestalt noch mehrere Jahre lang weitergeführt wurde. Er behandelt eine Reihe kontroverser Themen wie Nachkriegsrache, ethnische Säuberungen und die vielen Bürgerkriege, die in Europa stattfanden.

## Auszeichnungen
- 2013 Hessell-Tittman-Preis für Savage Continent[1]

## Werke (Auswahl)
- Auf ganzer Linie. Roman. Aus dem Englischen von Klaus Varrelmann und Annette von der Weppen, Piazza, München 2001, ISBN 3-453-19802-6 (Original: Tunnel vision: a novel, Pocket Books, New York 2001, ISBN 0-09-941668-9.)
- New free chocolate sex: a novel, Atria Books, New York 2005, ISBN 0-7434-8209-3.
- Inferno: The Devastation of Hamburg, Viking, London 2007, ISBN 978-0-670-91557-6.
- Der wilde Kontinent: Europa in den Jahren der Anarchie 1943–1950. Aus dem Englischen übersetzt von Stephan Gebauer und Thorsten Schmidt, Klett-Cotta, Stuttgart 2014, ISBN 978-3-608-94858-5 (Original: Savage Continent: Europe in the Aftermath of World War II, St. Martin’s Press, New York 2012, ISBN 978-0-670-91746-4.)
- Furcht und Befreiung: Wie der Zweite Weltkrieg die Menschheit bis heute prägt. Aus dem Englischen übersetzt von Stephan Gebauer und Thorsten Schmidt, Klett-Cotta, Stuttgart 2019
- Naples 1944: War, Liberation and Chaos. William Collins, 2024